# Innalik
Innalik [ˈinːalik] (nach alter Rechtschreibung Ivnalik) ist eine wüst gefallene grönländische Siedlung im Distrikt Kangaatsiaq in der Kommune Qeqertalik.

## Lage
Innalik liegt an der Westspitze einer gleichnamigen Insel, einer der größeren des dortigen Schärengartens. Der nächstgelegene Ort ist Kangaatsiaq 15 km südlich.

## Geschichte
Innalik war ein sehr junger Wohnplatz. Es hieß, dass Innalik nur wegen Streit unter den Bewohnern von Qeqertarsuatsiaq gegründet worden war und dass Krankheiten unter den Einwohnern von Innalik grassierten. 1911 wurde die Aufgabe Innaliks in Grønlands Landsråd vorgeschlagen. Die Entscheidung wurde vorerst vertagt. 1915 lebten 42 Menschen in vier Häusern am Wohnplatz. Davon waren acht Jäger und einer dieser war nebenher Katechet. Erst 1916 wurde die Frage der Absiedelung erneut aufgeworfen. Offensichtlich wurde die Umsiedlung der Bevölkerung abgelehnt. Anschließend versuchte man die Bewohner zu überreden freiwillig umzuziehen, aber ohne Erfolg. Tatsächlich wuchs die Einwohnerzahl sogar noch, weil einige Bewohner aus Imerissoq dazuzogen. 1930 hatte Innalik 63 Einwohner. 1932 wurde ein Fischhaus gebaut. 1936 wurde eine Schulkapelle errichtet. Innalik gehörte bis 1950 zur Gemeinde Kangaatsiaq. Anschließend kam er an die neue Gemeinde Kangaatsiaq. 1952 fingen die Fischer durchschnittlich je etwa sechs Tonnen Dorsch. In den 1950er Jahren hatte Innalik etwa 100 Bewohner. Auch 1960 waren es noch 99, 1965 aber nur noch 75, 1968 noch 20 und 1969 wurde der Ort aufgegeben.